# Olivier Lefèvre d’Ormesson
Olivier Lefèvre d’Ormesson (ur. 5 sierpnia 1918 w Biarritz, zm. 24 października 2012 w Ouzouer-sur-Trézée) – francuski polityk, samorządowiec i dziennikarz, deputowany krajowy, poseł do Parlamentu Europejskiego II i III kadencji, były przewodniczący Narodowego Centrum Niezależnych i Chłopów.

## Życiorys
Wywodził się z zasłużonej arystokratycznej rodziny Lefèvre d’Ormesson. Jego ojciec Wladimir d’Ormesson był pisarzem i dyplomatą, brat Antoine Lefèvre d'Ormesson – kompozytorem i reżyserem, zaś kuzyn Jean d’Ormesson – pisarzem. Kształcił się w Collège Stanislas i École supérieure des sciences économiques et commerciales. W 1939 zmobilizowany do wojska, uczestniczył w kampanii francuskiej z 1940. Od 1941 był właścicielem winnicy w Lézignan-la-Cèbe. Po wojnie zatrudniony w redakcji „Le Figaro” i następnie „Figaro agricole”, został sekretarzem generalnym drugiej gazety. Opublikował także trzy książki, w tym biografię Jonasa Savimbiego. Został także członkiem Académie des sciences morales, des lettres et des arts de Versailles et d'Île-de-France.
W 1945 został członkiem Narodowego Centrum Niezależnych i Chłopów, w tym samym roku wybrany radnym Ormesson-sur-Marne. Zajmował stanowisko mera tej miejscowości w latach 1947–1998, ponadto był radnym departamentu Dolina Marny oraz regionu Île-de-France. W kadencji 1958–1962 zasiadał w Zgromadzeniu Narodowym. W 1962 nie uzyskał reelekcji, później kilkukrotnie kandydował do legislatywy. W 1979 wybrany do Parlamentu Europejskiego z listy Unii na rzecz Demokracji Francuskiej. W 1984 przeszedł natomiast do Frontu Narodowego, z którego listy uzyskał w tym roku reelekcję (następnie do 1987 był wiceprzewodniczącym frakcji Europejskiej Prawicy). W 1986 uzyskał mandat w Zgromadzeniu Narodowym, którego jednak nie objął. W kolejnym roku popadł w konflikt z Jean-Marie Le Penem, po czym powrócił do Narodowego Centrum Niezależnych i Chłopów. Pełnił funkcję prezesa tej partii w latach 1996–1998, zrezygnował po słabym wyniku w wyborach z 1997, w których CNIP porozumiała się z Ruchem dla Francji. Pod koniec życia należał do monarchistycznego ugrupowania Odrodzenie Narodowe.
Od 1942 był żonaty z Claude de Surian, miał czworo dzieci.

## Odznaczenia
Odznaczony m.in. Legią Honorową IV klasy, Orderem Narodowym Zasługi IV klasy, Krzyżem Wojennym (za lata 1939–1945), Krzyżem Kombatanta, Medalem Dunkierki, Orderem Palm Akademickich III klasy, Orderem Zasługi Rolniczej II klasy oraz Orderem Złotego Runa.